# Černiv
Černiv (en allemand : Tscherniw) est une commune du district de Litoměřice, dans la région d'Ústí nad Labem, en République tchèque. Sa population s'élevait à 146 habitants en 2021.

## Géographie
Černiv se trouve à 12 km au sud-ouest de Litoměřice, à 25 km au sud d'Ústí nad Labem et à 50 km au nord-ouest de Prague.
La commune est limitée par Čížkovice, Siřejovice et Vrbičany au nord, par Chotěšov à l'est, par Slatina au sud et au sud-ouest, et par Úpohlavy à l'ouest.

## Histoire
La première mention écrite de Černiv remonte à 1144.

## Transports
Par la route, Černiv se trouve  à 17 km de Litoměřice, à 31 km d'Ústí nad Labem et à 61 km de Prague.